# Mucuna warburgii
Mucuna warburgii är en ärtväxtart som beskrevs av Karl Moritz Schumann och Carl Karl Adolf Georg Lauterbach. Mucuna warburgii ingår i släktet Mucuna och familjen ärtväxter. Inga underarter finns listade i Catalogue of Life.